# Nicholas Angell
Nicholas Angell, född 31 oktober 1979 i Duluth, Minnesota, är en amerikansk före detta professionell ishockeyspelare.

## Spelarkarriär
Angell startade sin ishockeykarriär som junior för University of Minnesota i NCAA. Han har även spelat två matcher i American Hockey League samt en hel säsong i United Hockey League (som kallades International Hockey League 2007–2010).
2003 flyttade Angell till Sverige för spel med IFK Arboga IK i HockeyAllsvenskan. Han fortsatte till Frisk Asker i Norge och sedan tillbaka till HockeyAllsvenskan med spel för Bofors IK. 2006 skrev han kontrakt med Brynäs IF i Elitserien där han även spelade för Brynäs J20-lag i Superelit. På grund av artistkontraktet med Brynäs startade Angell säsongen 2007/2008 med spel för den finska klubben Tappara i FM-ligan. 2008 skrev han nytt artistkontrakt – den här gången med HV71.
Under 2008 fick Angell 4 % av rösterna i en undersökning om årets idrottare. Undersökningen gjordes på en av de finska ledande tidningarnas, Ilta-Sanomats, webbplats. Angell hamnade på fjärde plats tillsammans med den argentinska fotbollsspelaren Lionel Messi.
Efter ett uppehåll på ett år under vilket Angell arbetade som börsmäklare gjorde han comeback när han den 26 juni 2012 skrev på för Karlskrona HK i Hockeyallsvenskan. Den 5 juni 2015 avslutade Angell sin spelarkarriär.

## Meriter
- NCAA-mästare 2002
- Flest poäng för en back i norska ligan 2004/2005
- Flest poäng i HockeyAllsvenskan för en utländsk spelare 2005/2006
- SM-silver 2009 med HV71
- Tysk mästare 2012 med Eisbären Berlin

## Klubbar
- Västerås Hockey 2014/2015
- Karlskrona HK 2013/2014
- Eisbären Berlin 2011/2012
- Avangard Omsk 2011
- Metallurg Novokuznetsk 2010/2011
- Frankfurt Lions 2009/2010
- HV71 2008/2009
- Stavanger 2008/2009
- Tappara 2007/2008
- Brynäs IF 2006/2007 – 2007/2008
- Bofors IK 2005/2006
- Frisk Asker 2004/2005
- IFK Arboga IK 2003/2004
- Rockford Icehogs 2002/2003
- Milwaukee Admirals 2002/2003
- University of Minnesota 1998/1999 – 2001/2002